# Giorgio Coraluppi
Giorgio Coraluppi (L'Aquila, 20 febbraio 1934 – Pittsburgh, 28 settembre 2022) è stato un imprenditore e inventore statunitense di origini italiane, fondatore e proprietario della società Compunetix e scopritore dell'algoritmo della videoconferenza e di brevetti software usati dalla NASA,  Zoom, Teams, FaceTime, WhatsApp.
Nel 2020 il suo nome è nella Hall of Fame della tecnologia spaziale.

## Biografia
Giorgio Coraluppi è nato a L'Aquila nel febbraio 1934, in giovane età si è laureato in ingegneria al Politecnico di Milano iniziando a lavorare per Olivetti e Ibm.
Negli anni Sessanta il trasferimento  negli Stati Uniti con la famiglia. Qui inizia il percorso che porterà alla scoperta dell'algoritmo della videoconferenza e a tanti altri brevetti che nel 2020 gli sono valsi l'entrata nella Hall of Fame della tecnologia spaziale.
È  morto a Pittsburgh nel settembre 2022 all'età di 88 anni.